# Feaco

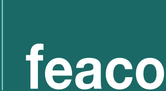

Feaco, die European Federation of Management Consultancies Associations, ist eine gemeinnützige Organisation, die europäische Verbände von Unternehmensberatern und IT unter einem Dachverband vereint.
Die Feaco wurde 1960 gegründet und hat aktuell 15 Mitglieder, die  Beratungsunternehmen aller Größen in ganz Europa vertreten.
Präsident der Feaco ist seit März 2024 Alfred Harl aus Österreich (Fachverband UBIT, Unternehmensberatung, Buchhaltung und IT in der Wirtschaftskammer Österreich).

## Die Mission
Die Aufgabe der Feaco ist es, die Beratungsbranche in Europa bekannter zu machen und das Image der Branche zu stärken. Um die Qualität im weitgehend ungeregelten Consultingmarkt zu gewährleisten, verpflichten sich alle Mitglieder der Feaco zur Einhaltung des Verhaltenskodex des Verbandes, welcher Regeln für ein professionelles Berufsbild und Best Practice der Beratenden enthält. Im Code of Conduct sind die Verhaltensregeln zur Qualifizierung, Ethik, Vertraulichkeit, Transparenz und Honorare festgesetzt. Außerdem müssen die Beratungen der Mitglieder selbst ein Qualitätsmanagementsystem nachweisen.

## Die Mitglieder
Aktuell zählen folgende nationale Verbände zu den Mitgliedern der Feaco:
- Dänemark – Dansk Industri
- Deutschland – BDU
- Frankreich – Syntec Conseil
- Finnland – LJK
- Griechenland – Sesma
- Italien – Assoconsult
- Österreich - UBIT
- Portugal – APPC
- Schweiz – ASCO
- Slowenien – AMCOS
- Spanien – AEC
- Rumänien – AMCOR
- Vereinigtes Königreich – MCA
- Ukraine – CMC Ukraine
- Ungarn – VTMSZ

## Weiterführende Links
- feaco.org